# Сафоново (Кольчугинский район)
Сафоново — деревня в Кольчугинском районе Владимирской области России, входит в состав Раздольевского сельского поселения.

## География
Деревня расположена в 17 км на юго-запад от центра поселения посёлка Раздолье и в 23 км на юг от райцентра города Кольчугино.

## История
По данным на 1860 год деревня принадлежала графине Елизавете Андреевне Апраксиной. 
В конце XIX — начале XX века деревня входила в состав Завалинской волости Покровского уезда, с 1925 года — в составе Кольчугинской волости Александровского уезда. В 1859 году в деревне числилось 17 дворов, в 1905 году — 32 дворов, в 1926 году — 45 дворов.
С 1929 года деревня входила в состав Зиновьевского сельсовета Кольчугинского района, с 1954 года — в составе Завалинского сельсовета, с 2005 года — в составе Раздольевского сельского поселения.

## Население
| 1859 | 1905 | 1926 | 2002 | 2010 | 2021 |
| ---- | ---- | ---- | ---- | ---- | ---- |
| 107  | ↗188 | ↘161 | ↘9   | ↘5   | ↘4   |